# Tarsolepis takamukuana
Tarsolepis takamukuana är en fjärilsart som beskrevs av Matsumura 1929. Tarsolepis takamukuana ingår i släktet Tarsolepis och familjen tandspinnare. Inga underarter finns listade i Catalogue of Life.